# Dicranota subsessilis
Dicranota (Rhaphidolabis) subsessilis là một loài ruồi trong họ Pediciidae. Chúng phân bố ở vùng sinh thái Nearctic.